# Glatter Krokus
Der Glatte Krokus (Crocus laevigatus) ist eine Pflanzenart aus der Gattung der Krokusse (Crocus).

## Merkmale

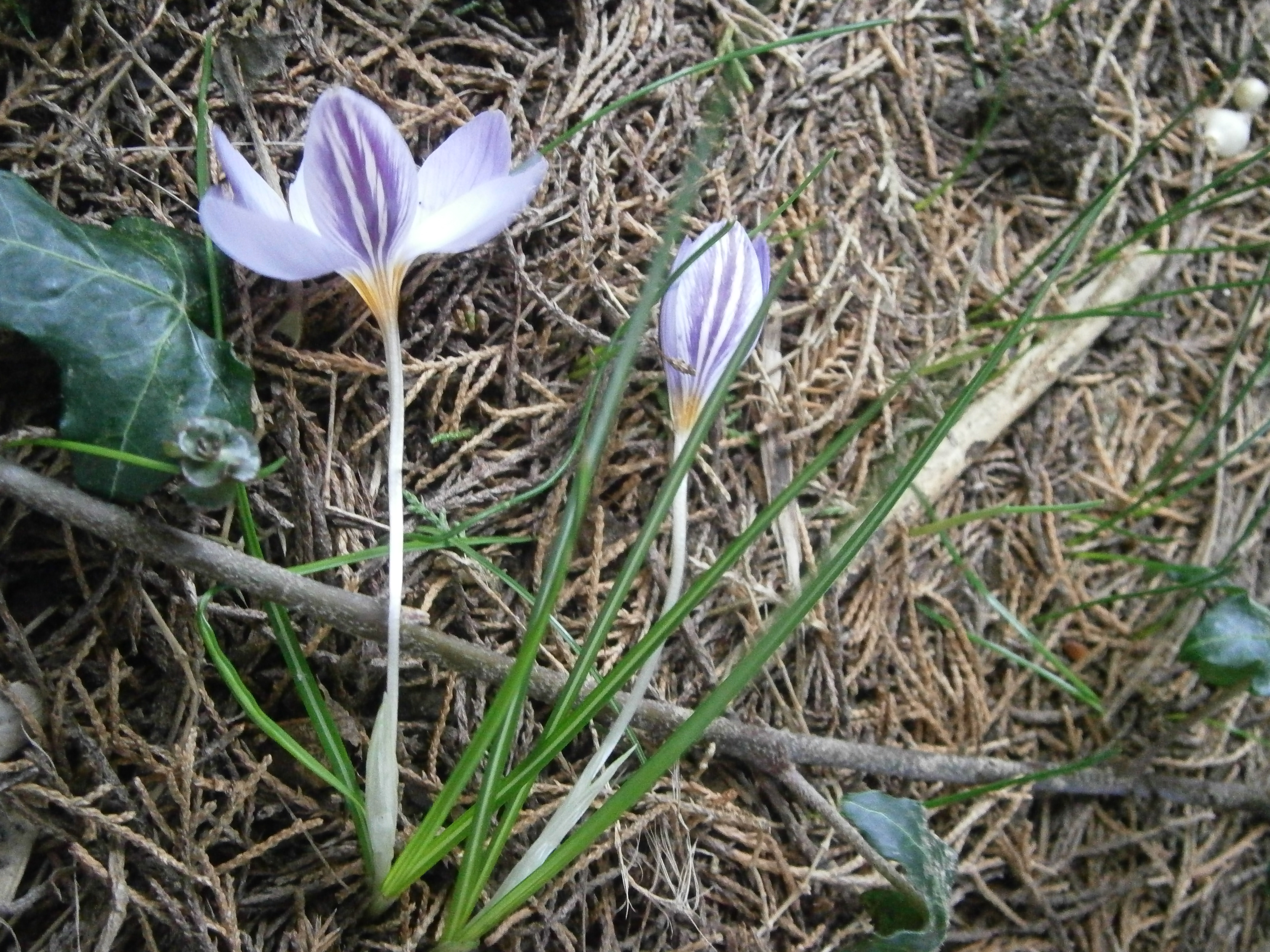
Crocus laevigatus 'Fontenayi'

Der Glatte Krokus ist ein ausdauernder Knollen-Geophyt, der Wuchshöhen von 3 bis 11 Zentimeter erreicht. Die Knollenhülle ist glatt, lederig, fest und bricht am Grund in spitze, dreieckige Zähne auf. Die 3 bis 4 Blätter sind 1 bis 2,5 Millimeter breit. Die 1 bis 3 (selten 4) Blüten duften. Die Perigonzipfel messen 13 bis 30 × 4 bis 18 Millimeter, sind weiß oder lila gefärbt und ihre Unterseite ist manchmal silbrig, bräunlich oder gelblich überlaufen. Die äußeren Perigonzipfel weisen 1 (selten bis 3) purpurviolette Streifen auf. Der Schlund ist gelb. Die Staubbeutel sind weiß. Die Staubfäden sind weiß und kahl oder nur am Grund papillös. Der Pollen ist weiß.
Die Blütezeit reicht von Oktober bis März (selten bis April).
Die Chromosomenzahl beträgt 2n = 26.

## Vorkommen
Der Glatte Krokus kommt in der Ägäis vor. Auf Kreta wächst die Art in offener, steiniger oder felsiger Phrygana, auf Felsen, auf Lehmflächen und in offenen Kiefernwäldern in Höhenlagen von 0 bis 1400 (selten bis 2350) Meter. Sie ist meist auf Kalk zu finden.

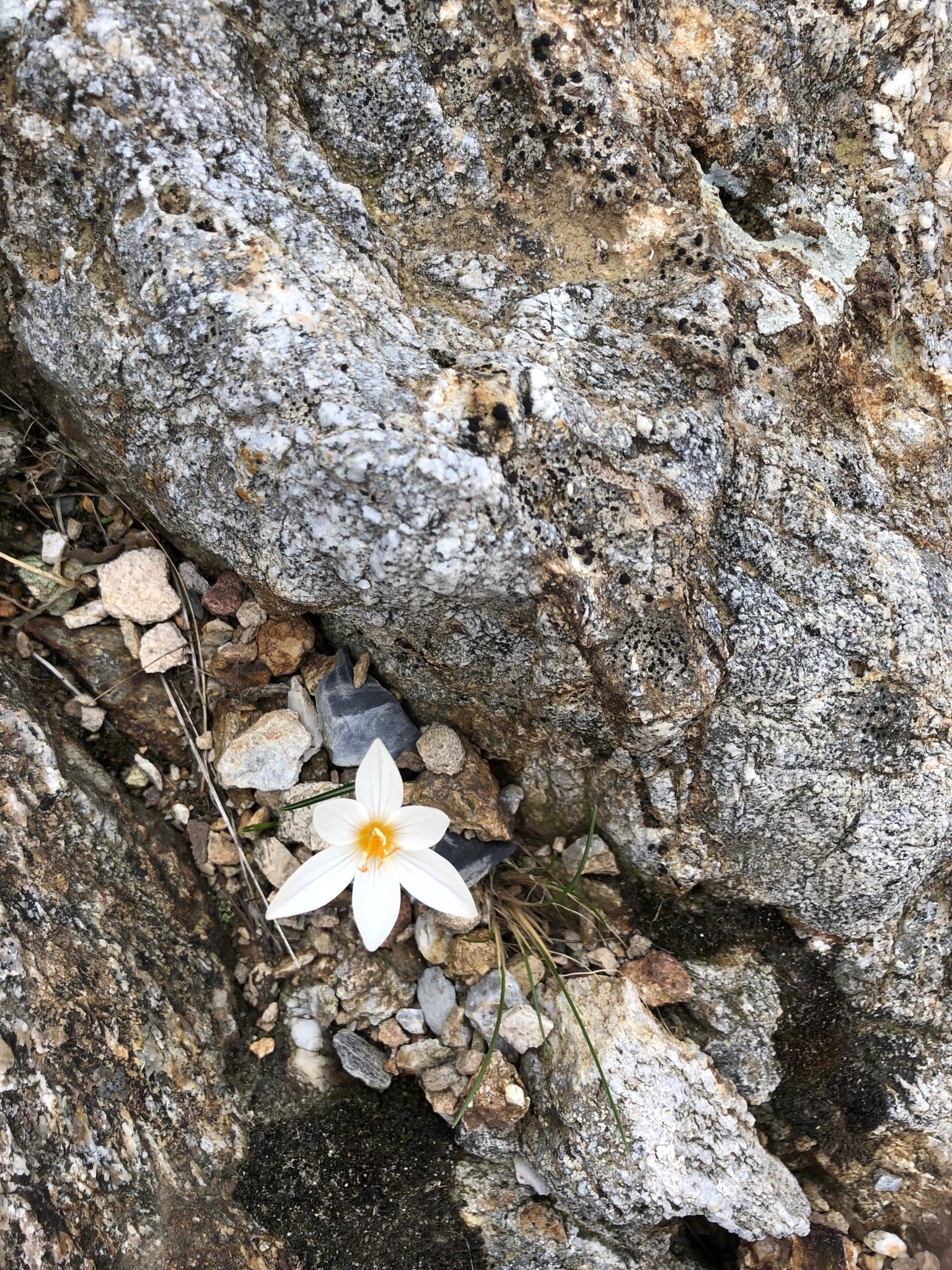
Kretische Unterart Crocus laevigatis subsp. pumilus, Herbstblüte im Oktober auf 900 m Höhe

## Nutzung
Der Glatte Krokus wird selten als Zierpflanze in Steingärten genutzt. Er ist seit spätestens 1832 in Kultur. Diese kultivierten Pflanzen gehen auf von den Kykladen stammende frühblühende Formen zurück. Die Sorte 'Fontenayi' hat lila Blüten, die außen deutlich gestreift sind.